# Chiesa di San Lorenzo (Sogliano al Rubicone)
La chiesa di San Lorenzo è la parrocchiale di Sogliano al Rubicone, in provincia di Forlì-Cesena e diocesi di Rimini; fa parte del vicariato di Savignano-Santarcangelo.
La chiesa, consacrata a San Lorenzo, spicca su tutto il paese e nelle vallate vicine, anche grazie al suo campanile che è una delle due torri della cittadina. Sotto la chiesa ci sono le ossa dei reali di Malatesta che erano stati trasferiti da sotto terra.

## Storia e descrizione
La fondazione di questa chiesa risale al 1144, secondo quanto affermato in una bolla di papa Lucio II. Nel 1700 ebbe inizio il declino della chiesa: nell'aprile del 1781 un terremoto danneggiò seriamente l'intero edificio e la si poté inaugurare e riaprire al culto l'8 agosto 1819, dopo una serie di restauri effettuati per renderla stabile ed, a seguito dei quali, la chiesa assunse il suo aspetto attuale.
Esternamente si presenta molto semplice, una facciata in stile neoclassico con un semirosone cieco e proprio sotto il timpano si trova una scritta DIVO LAURENTIO SACRUM che fa capire a chi è dedicata la chiesa. Anche sul portale vi è un'altra incisione in lingua latina proprio come quella posta sul portale dell'oratorio di Sant'Agnese di Montegelli. Sul lato destro della chiesa sorge l'alto campanile.
L'interno ad unica navata è ampio e abbastanza luminoso, la copertura del soffitto è a volta a botte, possiede 4 cappelle per lato con archi a tutto sesto e copertura a botte. Nel catino dell'abside di forma semicircolare, è raffigurato Cristo Re dei Martiri, coronato di spine, con ai lati gli angeli portanti gli emblemi della passione: a destra la Croce e il flagello mentre a sinistra i chiodi, la lancia e il telo della Veronica. Qui si trova l'altare maggiore sul quale si trova un quadro commissionato da don Mariani a don Stefano Montanari nel 1818, raffigurante San Lorenzo portato in gloria dagli angeli, che lascia a terra gli strumenti del suo martirio, il fuoco e la graticola: è un olio su tela di 3x2 metri in cui vi è l'immagine di San Lorenzo vestito con una dalmatica bianca con una decorazione floreale, che regge in mano la palma del martirio e vi è un angelo che lo incorona. Oltre al San Lorenzo dell'altare maggiore, don Stefano Montanari realizzò altre opere per abbellire le 4 cappelle laterali.
Un secondo terremoto, avvenuto all'inizio del Novecento, e i danni causati dal primo conflitto mondiale, resero d'obbligo un radicale intervento di restauro e la ricostruzione quasi totale dell'edificio che venne riaperto solo il 23 ottobre del 1938.